# McKinsey & Company
McKinsey & Company — міжнародна компанія, що працює у сфері менеджмент-консалтингу та спеціалізується на вирішенні завдань, пов'язаних зі стратегічним управлінням. Заснована Джеймсом МакКінзі, професором Чиказького університету, у 1926 році.
Разом із Bain & Company та BCG входить до так званої «Великої трійки». McKinsey як консультант співпрацює з найбільшими світовими компаніями, державними установами та некомерційними організаціями. В 2017 році McKinsey&Company Україна була обрана для розробки стратегії Приватбанку .

## Книги
У травні вийде друком книжка експертів зі стратегії McKinsey&Company Кріса Бредлі, Мартіна Гірта та Свена Сміта «Стратегія за межами „хокейної ключки“. Люди, ймовірності і переможні рішення».
У грудні 2020 вийшла друком книжка «Досить уже помилок. Як наші упередження впливають на наші рішення» старшого партнера у компанії McKinsey & Company у Франції та США Олів'є Сібоні. Обидві книжки побачили світ у видавництві «Лабораторія».

## Критика
Компанія допомогла продавати наркотичну речовину Оксиконтин, від якої померли тисячі людей у США.